# Francisco Ayala
Francisco Ayala García-Duarte, född 16 mars 1906 i Granada, död 3 november 2009 i Madrid, var en spansk författare. Han var den siste överlevande representanten för Generation 27 som skiftade mellan traditionell och avantgardistisk diktning, en generation dit stora namn som Rafael Alberti, Federico Garcia Lorca, Vicente Aleixandre och Gerardo Diego hörde. Ayala skrev flitigt om det spanska inbördeskriget och tvingades själv i exil efter kriget. I Latinamerika (Argentina, Puerto Rico) blev han känd både som kritiker och som sociologisk forskare och lärare; därpå flyttade han till USA där han länge var universitetslärare i litteratur vid några av de främsta universiteten. Till Madrid återvände han först efter 40 år.
Bland hans mest kända verk finns La cabeza del cordero från 1949 och El fondo del vaso från 1962. På svenska finns två novellsamlingar, översatta av Peter Landelius: Tillvarons ironier (Brutus Östling Symposion, 2006) och Usurpatorerna (Tranan, 2011)

## Böcker

### Romaner och noveller
- 1925 – Tragicomedia de un hombre sin espíritu
- 1926 – Historia de un amanecer
- 1929 – El boxeador y un ángel
- 1930 – Cazador en el alba
- 1944 – El hechizado
- 1949 – Los usurpadores
- 1949 – La cabeza del cordero ("Lammskallen", i Tillvarons ironier)
- 1955 – Historia de macacos
- 1958 – Muertes de perro
- 1962 – El fondo del vaso
- 1963 – El as de Bastos
- 1965 – Mis mejores páginas
- 1965 – El rapto
- 1966 – Cuentos
- 1969 – Obras narrativas completas. Glorioso triunfo del príncipe Arjuna
- 1969 – Lloraste en el Generalife
- 1971 – El jardín de las delicias
- 1972 – El hechizado y otros cuentos
- 1982 – De triunfos y penas
- 1988 – El jardín de las malicias
- 1990 – Relatos granadinos
- 1982 – Recuerdos y olvidos 1 (Memorias)
- 1983 – Recuerdos y olvidos 2 (Memorias)
- 1992 – El regreso
- 1996 – De mis pasos en la tierra
- 1998 – Dulces recuerdos
- 1999 – Un caballero granadino y otros relatos
- 1999 – Cuentos imaginarios

### Essäer
- 1932 - El derecho social en la Constitución de la República española.
- 1941 - El pensamiento vivo de Saavedra Fajardo.
- 1941 - El problema del liberalismo.
- 1942 - El problema del liberalismo. Edición ampliada.
- 1943 - Historia de la libertad.
- 1944 - Los políticos.
- 1944 - Histrionismo y representación.
- 1944 - Una doble experiencia política: España e Italia.
- 1945 - Ensayo sobre la libertad.
- 1945 - Jovellanos.
- 1947 - Tratado de sociología.
- 1949 - Ensayo sobre el catolicismo, el liberalismo y el socialismo. De Donoso Cortés, con edición y estudio preliminar de Francisco Ayala.
- 1950 - La invención del Quijote.
- 1951 - Ensayos de sociología política.
- 1952 - Introducción a las ciencias sociales.
- 1953 - Derechos de la persona individual para una sociedad de masas.
- 1956 - Breve teoría de la traducción.
- 1956 - El escritor en la sociedad de masas.
- 1958 - La crisis actual de la enseñanza.
- 1958 - La integración social en América.
- 1959 - Tecnología y libertad.
- 1960 - Experiencia e invención.
- 1962 - Razón del mundo.
- 1963 - De este mundo y el otro.
- 1963 - Realidad y ensueño.
- 1963 - La evasión de los intelectuales.
- 1965 - Problemas de la traducción.
- 1965 - España a la fecha.
- 1967 - El curioso impertinente, de Miguel de Cervantes. Edición y prólogo.
- 1969 - El cine, arte y espectáculo.
- 1970 - Reflexiones sobre la estructura narrativa.
- 1971 - El Lazarillo: reexaminado. Nuevo examen de algunos aspectos.
- 1972 - Los ensayos. Teoría y crítica literaria.
- 1972 - Confrontaciones.
- 1972 - Hoy ya es ayer.
- 1974 - Cervantes y Quevedo.
- 1974 - La novela: Galdós y Unamuno.
- 1975 - El escritor y su imagen.
- 1975 - El escritor y el cine.
- 1978 - Galdós en su tiempo.
- 1978 - El tiempo y yo. El jardín de las delicias.
- 1983 - Palabras y letras.
- 1984 - La estructura narrativa y otras experiencias literarias.
- 1985 - La retórica del periodismo y otras retóricas.
- 1986 - La imagen de España.
- 1988 - Mi cuarto a espaldas.
- 1989 - Las plumas del Fénix. Estudios de literatura española.
- 1990 - El escritor en su siglo.
- 1992 - Contra el poder y otros ensayos.
- 1992 - El tiempo y yo, o el mundo a la espalda.
- 1996 - En qué mundo vivimos.
- 2006 - Miradas sobre el presente: ensayos y sociología, 1940-1990.

## Priser och utmärkelser
- Miguel de Cervantes pris 1981
- Prinsessan av Asturies pris 1998